# Mairena del Aljarafe
Mairena del Aljarafe – gmina w Hiszpanii, w prowincji Sewilla, w Andaluzji, o powierzchni 17,7 km². W 2011 roku gmina liczyła 42 784 mieszkańców. Położone jest na wysokości 85 metrów i 9 kilometrów od stolicy prowincji Sewilli.